# Mr. BATER
MR. BATER（ミスター・ベーター）は、フジテレビのバラエティ番組『ダウンタウンのごっつええ感じ』で放送されたコントのひとつであり、そのコントのメインとなるキャラクター名である。

## 概要
- 1995年4月9日に放送されたスペシャルに初登場以来、全23回（総集編などでの再放送除く、2001年10月12日『ダウンタウンのものごっつええ感じスペシャル』で放送された『Mr. BATER 2001』を含めると24回）放送された。外国人のMr. BATER（松本人志（ダウンタウン））が毎回様々な店舗に出向き、その従業員（今田耕司）とのやりとりを描いたコントである。
- 基本的には毎回、商店が舞台となるのだが、例外的に歯科医院など商店以外の施設が舞台となることもある。

## 内容
- Mr. BATERの設定はオクラホマ州出身で片言の日本語（関西弁）を話すアメリカ人で、パーティーへ出席するための道具を揃えるために毎回、「ちょっとええかな?」（「ちょっとええ?」「もうええかな?」「ハーイ！」「ハロー！」「ごめんな〜」「ちょっと邪魔するで〜」と言う場合もある）と一言言ってから様々な店舗に訪れる。
- 店長は第1回では喋っていたが、第2回以降一切口を利かない（ある回では「END」と出た後そのまま番組オープニングへ続き、その部分で店長が「バカヤロー!!」と叫んでいた。ある回では最後の「END」のところで「助けてくれ」と言っている）。稀に声を上げて笑うことはある。
- 店長は第1回目は何もかぶってなかったが後にズラをかぶるようになる。
- 毎回、Mr. BATERは「今日パーティー行かなあかんねん」と言いながら店舗を訪れ、店長に来店した理由等を話した後[1]、「○○（その回によって異なる）早よ持って来てくれるかな」と言う[2]。それを聞いた店長は店の奥に行き（店の種類に関わらず）インディアンの衣装と斧を持って来る。Mr. BATERはその衣装を身に着け「ドンドットット、ドンドットット‥」と言いながらインディアンをマネた踊りの後にボケて[3]最後にツッコむ、ノリツッコミをする。これは第1回目の舞台が紳士服店でジャケットを頼まれた店長がインディアンの衣装を持ってきたというボケを踏襲し、「お約束」として毎回やるようになったボケである。
- その後、その店舗に合った商品を注文し、毎回注文とは異なるもの（注文されたものに近い名前・音の響きのもの、ダジャレ）を持って現れるというやりとりが何回か（概ね3～5回）行われ[4]、最後は「二度と来るか!」や「アホかー!、ボケー!、死ねー!」と怒るか、歌ネタでノリツッコミをした場合はそのまま替え歌を歌いながら、あるいは何と言っているのか分からないほどに怒鳴り散らしながら、Mr. BATERが店から出て行って終わる（第1回はMr.BATERが店長に「もうええわ!」とツッコみ、店長が「どうもありがとうございましたー」といい二人で会釈、そのままBGMが流れ暗転という、普通のコントのような終わり方であった）。
- また、やりとりの最中、違うものを持ってこられノリツッコミをしたあと、Mr. BATERによって、店長役である今田のプライベート等を、あることないこと暴露されるのが定番となっている[5]。
  - 魚屋の回では松本の作り話で非常に不名誉なことを言われた今田が、収録後即座に、半笑いを浮かべながらもキレ気味で松本に「アホか！言うてええことと悪いことがあるんじゃー!!」と怒鳴った。それに対し松本は「そんなん変えたったらええねん」と返したため、スタッフが「事実無根じゃ…」と口を挟むと松本は「事実なんかクソ喰らえじゃ！」と吐き捨てて、今田の怒りを笑いに変えた[6]。
  - また、2001年の復活スペシャルでは松本が「叶姉妹の妹に電話番号聞いてる場合ちゃうで」と言った後、今田が「逆や！逆！」と小声で反論したこともあった。
- Mr. BATERのノリツッコミには色々なバリエーションがあるが、特によく見られるのが以下の2パターンである。
  - 今田が間違えて持ってきた物を見て「いや～ん、○○やん…」と言い、最後は「○○て言うか、△△やん…」と言って歌ネタに入るパターン。
  - ジングル風の効果音を口ずさみながらポーズを取った後（この時今田も一緒にポーズを取っている）でオチの一言を言ってからツッコむパターン（傘屋の回を例に挙げると、「トシヒコさんて誰やねん！」と叫んでから前述の行動を取り、「エントリーナンバー1、トシヒコさん！」と言ってオチをつけている）。
- Mr. BATERは今田のボケに乗ってボケる以外にも、今田との会話中に自分からボケる事もある（ボケた後、「これはウケたやろ…」などと言いながら今田の方を向き、今田が全く笑っていないので「ワーオ！」とリアクションを取る事が多かった）。
- Mr. BATERはヘッドレスタンバリン（皮のないタンバリン）の扱いに長けているようで、今田に上手だと（ジェスチャーで）言われた。その際、BATERは「うっさい！昔を思い出すわ！」と怒鳴った。タンバリンが落ちに使われるパターンは複数あるがその時に歌われる歌は毎回アン・ルイスの「あゝ無情」。
- 医院の回では、今田の親族のプライベートに関わることを言ってしまったため、今田が慌てて小声で「カットしてください！」とジェスチャーも交えスタッフに訴え、その後「こないだ親から電話あったばっかりやねん！」と大声で言ってしまい、松本に「しゃべんなお前！」と怒鳴られている。一応その後持ち直しコントは終了したが、収録後今田は「すいません、マジでカットしてください！」と叫んでいる。なお松本が何を言ったのかは編集で伏せられている。
- 玩具店の回では今田が「チェス」と間違えて「コス（番組スタッフの小須田和彦）」をセット裏から呼んでくるというボケがあった。
- 肉屋の回では、次のネタで使う机を置く目印として床に張られたテープ（業界用語で「バミリ」）を松本が見つけてしまう。焦った今田がテープを剥がして何事も無かったかの様に取り繕うが、結局ネタバレとなった。
- いつもはドアや壁をたたいて今田の注意を引こうとするが、肉屋の回ではガラスが厚すぎて痛かったらしい（その後「自分とこのガラス痛いわ」と言っている）。
- 基本的にどんなネタでもMr. BATERはノリツッコミをするが、あまりにも低俗なネタやツッコミに困るネタを持って来られると、「ツッコめへん」「これはやりたくない」と愚痴をこぼしたり、時としてキャラを忘れ「違うやろ」と真顔で呆れてしまうこともある。

## 来店した店舗
| 放送日         | 来店店舗        | 主なネタ | 今田の暴露ネタ (初期は時事ネタ)                                             | 備考                                                         |
| -------------- | --------------- | --- | --------------------------------------------------------------------------- | ------------------------------------------------------------ |
| 1995年4月9日   | 紳士服店        | ジャケット → ラケット 「何でお蝶婦人と戦わなアカンねん」 ネクタイ → 今田に首をしめられオリーブのものまねをした BATERが今田に対して「こんだけツッコんでくれる外人おれへんで」 とコメントしている。 | なし                                                                        | YOUが客として出演                                            |
| 1995年4月23日  | 寿司屋          | アガリ → 脚立に上がり女房のヘソクリを見つけるネタ 「まだ独身や！」 カッパ巻き → カッパを着た町医者 「コレやって数字なんぼ獲れんねん」 ビール → ピル 「もうツッコむタイミング分からんくなってもうたわ！」                                                                                                  | なし                                                                        | 松本はこの当時 独身だった                                    |
| 1995年5月7日   | 散髪屋          | 頭を流す → 流しそうめん 「なんでこんなもんあんねん！下げぇ！」 ヒゲを剃る → 田中角栄のモノマネ 「大平総理まで行くところやったわ」 バリカン → バルサン 「もっとオトせるようなもん持ってこいボケ！」 | カルフォルニア米 もパサつくわ！                                             |                                                              |
| 1995年5月21日  | 歯医者          | 歯を詰める → 指を詰める 「歯も痛いのに指も痛い思いせなアカンねん」 →荷物を詰める（嫁が出て行く寸劇） 歯を抜く → AVとティッシュ 「ノリと現実が半々になってもうたわ！」 | マイケルも少年 こねくり回すわ！                                             |                                                              |
| 1995年6月18日  | 靴屋            | ブーツ → ブツ 「こんなもん時間あったらナンボでもやったるで」 → ゴムのつなぎ（警察の証拠さがし）「何デカやねん？」 ボンド → 大木凡人 「引っ張れへんで、この程度のモンやで」 鏡 → 鏡開き 「何でトンネル開通を祝わなアカンねん！」                                                                           | ジャン＝クロード・ ヴァン・ダムも ガムのCM 降ろされるわ                     |                                                              |
| 1995年7月9日   | 眼鏡屋          | 赤縁のメガネ → ウルトラセブン コンタクト → コンパクト ハード (コンタクト) → ハードロック 今田に 「勉強しといてや」と言う → 受験生と先生の禁断の恋の寸劇 「メガネ屋でメガネも買わんとミニコントやってるほうがおかしいわ！」                                                                                | なし                                                                        |                                                              |
| 1995年7月16日  | 宝石店          | カラット数の大きいダイヤ → 「1・2・3・4から揚げやん！」 リング → リング（あしたのジョーの真似）「関係ないわボケ！」 首からかけるやつ → フラダンス | 野茂も三振三振 言われるわ                                                   |                                                              |
| 1995年8月13日  | 花屋            | バラ → 「お前をバラすしかないみたいやな」（悪の組織と思われる寸劇） トゲのあるやつ（バラ） → 陶芸家の先生 豪華なやつ → テレフォンショッキングの真似 「わからんわ全然意味が！ちゃんと仕事せぇボケ!!」 陶芸家のネタがあまりにもツッコミに困る内容だったためBATERが真顔で 「違うやろ」と呆れるシーンがある。 | 大塚寧々にキスシー ン嫌がられるわ                                           | この回から今田の 暴露ネタが披露される                        |
| 1995年9月3日   | 酒屋            | ワイン → 月亭可朝の真似 「ワインはボインと違うんやでぇー」 赤とか白とか(ワイン) → 旗上げゲーム 「メチャメチャ格好悪いわ！」 コニャック → こんにゃく (オナニー) VSOP → 西城秀樹の「YMCA」の真似 「メチャメチャ恥ずかしいわ！」                                                                             | ウラりんごも途中で 終わるわ！                                               |                                                              |
| 1995年9月17日  | 薬屋            | バファリン → タンバリン（アン・ルイスの「ああ無情」に乗せて演奏） 鼻水を止めたい → 梅垣義明の真似 寒気を止めたい → 旗上げゲーム 「メチャメチャ寒いし、ちょっとケツつったわ！」前回の天丼。 | そんなんやからボン ネットに「死ね」 って書かれるわ！                        |                                                              |
| 1995年9月24日  | 傘屋            | オススメ品 → 葉っぱ（子連れ狼の大五郎のモノマネを披露） さしやすいやつ → 目薬 折りたたみ傘 → 折れた畳 ワンタッチでいけるやつ → ステレオとタンバリン（前回と曲は同じ） | SMの女王様に愛想 つかされるわ！                                             |                                                              |
| 10月15日       | 喫茶店          | キリマンジャロ → ちりめんじゃこ ブレンド → プリント 「かたじけない赤ペン先生！」（進研ゼミの真似） ブラックコーヒー → 北の国からの「泥のついた金」のシーンの真似 マンデリン → タンバリンからの替え歌（前回と前々回と曲は同じ） 「紙がない 紙がないから手で拭いて もったいないから舐めたった♪」            | お前のマンションに AV女優のチチダスミミ 住むわ！                            |                                                              |
| 10月22日       | ケーキ屋        | インディアンネタで橋幸夫と美空ひばりのモノマネをさせられ 「最悪何やの!? この14年間の芸歴何やのぉ！」と言うシーンがある。 クレープ → シャワーを浴びて泣いている女のネタ（下ネタ） チーズケーキ → 筑前炊き（QUEENの替え歌を披露） 「チーズケーキやんっ 筑前炊っきやんっ♪」                                  | 30前にもなって 寝小便するわ！                                               |                                                              |
| 11月12日       | 医者            | 聴診器 → 城南電気の宮路社長のモノマネ 「このボケたボクのコストはなんぼかかりましょう？」 カルテ → 空手 「今度の大会で負けたら全部「負けたねん」になってまうねん…」 レントゲン → 伝統芸 (安来節) | 今田の家族に関する 暴露だったが内容が 過激だったのか編集 で伏せられている。 | 収録後、すぐに今田が カットしてほしいと スタッフに懇願。     |
| 11月26日       | 玩具店          | チェス → コス（ごっつのスタッフ） ぬいぐるみ → 家族ぐるみ（1人でキャラクター6人を演じきった） ファミコン → 糸こん（バルブカム・ブラザーズに乗せて替え歌を披露） 「ファミコ～ンファミコ～ン 糸こ～ん糸こ～ん♪」                                                                                            | 夜遅うにパンツにコ ートだけ羽織って人 の家にコンドームを 借りに行くな！     |                                                              |
| 12月10日       | 青果店          | マンゴー → なんこうさん マスカット → 「1週間ぶりにマスカット！」（下ネタ） 「こんなもんな、昨日今日の新人やったらメチャメチャ怒られるで？」 マスカット → マグロ納豆（プロジェクトAの替え歌を披露） | カナコって誰やねん 一体？                                                   |                                                              |
| 12月24日       | 電器屋          | ストーブ → 酢こんぶ（シャ乱Qに乗せて替え歌を披露） 「ホントは酢こんぶいらないがー もったいないから食べちゃーう♪」 →湯豆腐 食器乾燥機 → ジャッキーの半世紀 電気スタンド → ジンギスカン | ミュージックステー ションで少年隊から 冷たい目で見られる わ！               |                                                              |
| 1996年1月28日  | スポーツ 用品店 | ゴルフクラブ → タモリ倶楽部 テニスラケット → デニムジャケット 鉄アレイ → カツカレー（TRFの替え歌を披露） | 大晦日の特番でガチ ガチにアガるわ！                                         | 今田が本当にテニス ラケットを持ってきて しまい舞台裏に放った |
| 2月11日        | 鮮魚店          | 刺身の盛り合わせ → 寂しい巡り合わせ 初鰹 → 小学2年生8月号（ジッタリンジンの替え歌を披露） 「あなたがわたしにくれたもの～ 初鰹じゃなく8月号～♪」 | 性感マッサージで 本番強要して15分 で帰されるわ！                            |                                                              |
| 2月25日        | 肉屋            | バーベキュー → ウグイス 「バーッバベキュ♪（ホーホケキョの真似）」 手羽先 → 旅先 牛タン → じゅうたん（スキャットマン・ジョンに乗せて替え歌） 「ぎゅーたんたんたたんたーん スキャットマーン♪」 | そりゃ冒冒グラフも 早くも終わるわ！                                         |                                                              |
| 3月10日        | 和菓子屋        | みたらし団子 → にくたらしいビンゴやでぇ 「遠い！キツイ！」 → 小憎らしい車やでぇ → むごたらしい現場やでぇ 「この三部作キツイわ、もうお前ええ加減にしいや。」 いちご大福 → 日曜大工（小沢健二の替え歌を披露） 「いちご大福たのんだ～ 日曜大工持ってきた～♪」                                                | 行きつけの店主から 今井くんってずっと 言われてるわ！                        |                                                              |
| 3月24日        | ビデオ屋        | 猿の惑星 → 猿のはく製 となりのトトロ → かなりのスカトロ（下ネタ） エイリアン → そろばんを持って「経理やん？」（さだまさしの替え歌を披露） 「たぶん見たいと思う 見たいんじゃないかな ま、ちと経理をしておけ♪」                                                                                             | おじいちゃん子のロ ケの時に誰かにビニ 本パクられるわ！                      |                                                              |
| 4月14日        | パン屋          | アンパン → 短パン（B'zの稲葉浩志のモノマネを披露） コッペパン → おっかさん クロワッサン → 黒田さん（ヴァン・マッコイの替え歌を披露） 「バンバンバンババン バンバンババン 黒田さーん♪」 | 週刊誌にダウンタウ ンの腰巾着って言われ るわ！                              |                                                              |
| 2001年復活特番 | 和菓子屋        | ようかん → 四巻（こち亀と北斗の拳） あられ → レレレのおじさんのモノマネ 今川焼き → 「今から夜勤やねん」（やしきたかじんのモノマネ） 「やっぱ好っきゃねん 今川焼きやねん 悲しいけどあかん♪」 | 叶姉妹の妹に電話番 号聞いてる場合ちゃ うで！                                |                                                              |

## エピソード
- 傘屋編でネタの完成度の低さに松本が「これカットやで」と言ったネタがそのまま（「これカットやで」のセリフも含め）放送され、ビデオにもそのまま収録された（今田に折り畳み傘と間違えて折れた畳を持ってこられたMr. BATERが「折れたー畳はー寝れませんー♪」と中条きよしの「うそ」の節で歌ったネタ）が、総集編で傘屋編が再放送された際には1ネタ分きちんとカットされていた。松本は「これ、しまって。これ見切れたらつながりおかしいから」と編集の心配をしていた。
- 浜田雅功が主役の坂本龍馬を演じたドラマ『竜馬におまかせ!』（日本テレビ）では、竜馬たちが外国人に変装するという場面で「今日パーティー行かなあかんねん」とMr. BATERをパロディしたシーンが放送された。
- 2006年1月、NHK教育「天才てれびくんMAX」内のコーナー「天てれ東海道駅伝」で飯田里穂がMr. BATERに扮した顔で「今日パーティー行かなあかんねん」と言うシーンが放送された。
- 宇多田ヒカルはMr. BATERのコントが気に入っているらしく、2007年8月12日のフジテレビ系「HEY!HEY!HEY! MUSIC CHAMP」の歌収録の合間に「今日パーティー行かなあかんねん」と「どんどっとっと」を披露したそうである。
- KOJI-1200のシングル「ナウ・ロマンティック」アナログ盤では冒頭のインディアンネタで同曲を歌い「いつ売れんねん!」とBATERが叫ぶくだりが曲前に追加されている。
- 鮮魚店の回で今田が「初鰹」と間違えて持ってきたのは「（1995年当時の）小学二年生」8月号である。
- 「銀魂」の第一訓「天然パーマに悪い奴はいない」に、Mr. BATERに酷似した借金取り兼ノーパンしゃぶしゃぶ天国の社長が登場する。

## キャスト
- Mr. BATER：松本人志（ダウンタウン）
- 店長：今田耕司
- 客：YOU・・・※第一回目のみ。